# Jean-Claude Picard
Jean-Claude Picard est un chef d'orchestre et flûtiste canadien originaire de Montréal.

## Biographie

### Éducation
Il commence sa formation musicale à l’âge de 15 ans au Conservatoire de musique du Québec à Montréal dans la classe de Carolyn Christie (flûte) et plus tard dans celle de Marie-Andrée Benny ou il complètera son Master en interprétation en flûte traversière et y prendra les cours avancés d’orchestration et d’analyse dans les classes de Serge Provost et Michel Gonneville.Durant ses études à Montréal, il pratiquera également la percussion et la composition en autodidacte et complètera plusieurs arrangements pour orchestre, particulièrement d’œuvres pour claviers des compositeurs français Olivier Messiaen, Claude Debussy et Henri Dutilleux.
Après avoir terminé ses études dans son pays natal, il ira étudier en Suisse à la Haute École de Musique de Genève ou il complètera un Master de direction d’orchestre dans la classe de Laurent Gay (direction d’orchestre) et Celso Antunes (direction de chœur), un Diplôme de Soliste en flûte dans la classe de Michel Bellavance, ainsi qu’un Diplôme de Musicien d’Orchestre (flûte) dans la classe de Jacques Zoon.
Pendant ses études en Suisse, il fut sélectionné pour prendre part à des cours de maîtres internationaux où il eut l’occasion de se perfectionner avec David Zinman à Zürich, Kurt Masur à New York, Neeme Järvi, Paavo Järvi et Leonid Grin en Estonie et Jorma Panula à Porto. À la suite du cours avec Kurt Masur, il se voit attribuer le Mendelssohn Scholarship 2013, ce qui lui permettra de poursuivre ses études en privé avec Kurt Masur à sa résidence de Leipzig.

### Carrière
Il commence sa carrière en tant que flûtiste et joue au sein de plusieurs orchestres au Canada et en Europe, tel Les Violons du Roy (avec lequel il jouera entre autres au Carnegie Hall de New York, le Walt Disney Concert Hall de Los Angeles et le Concertgebouw d’Amsterdam), l’Orchestre Métropolitain de Montréal, l’Orchestre de Chambre de Genève, l’Orchestre philharmonique de Bergen et l’Orchestre de la Suisse Romande.
En 2013, il est nommé chef assistant de l’Orchestre Royal National d’Écosse à la suite d'un processus d’auditions réunissant des candidats du monde entier. Son contrat initial de deux ans sera renouvelé jusqu’à la fin de la saison 2015-2016. Il fut promu chef associé en 2015. Durant son mandat, il dirige l’orchestre près de 90 fois. Il fut également appelé à remplacer au pied levé Peter Oundjian pour diriger la Symphonie fantastique de Berlioz et le Deuxième concerto pour violon de Szymanowski avec la soliste Nicola Benedetti. Le concert fut chaleureusement reçu par la presse.
En 2014, Jean-Claude travaillera pour la première fois avec Scottish Ballet, la compagnie de danse nationale d’Écosse et l’une des quatre compagnies de danse nationale du Royaume-Uni. Il y dirigera des représentations de Casse-Noisette de Tchaïkovski et sera immédiatement réinvité pour diriger Cendrillon de Prokofiev l’année suivante, ainsi qu’un programme double de Stravinsky présentant Le Sacre du printemps de Christopher Hampson et Le Baiser de la fée de Sir Kennethn MacMillan qui sera chaleureusement acclamé par les critiques écossaises,,,.
À la suite de ses succès en Écosse, il dirige de manière significative dans son pays natal. Il dirige l’Orchestre symphonique de Montréal, l’Orchestre symphonique de Québec, l’Orchestre Symphonique de Toronto, l’Orchestre du Centre national des Arts, l’Orchestre symphonique de Trois-Rivières, le Victoria Symphony, le Symphony Nova Scotia, Les Grands Ballets Canadiens, I Musici, le Calgary Opera et l'Orchestre du Festival Bach Montréal, recevant des invitations à diriger de nouveau la plupart de ces orchestres. En février 2019, l’Orchestre symphonique de Trois-Rivières le nomme comme son troisième directeur artistique et chef attitré. Il prend ses fonctions le 1er juillet 2019, succédant à Jacques Lacombe. Il quitte ses fonctions en octobre 2021 à la suite des difficultés causées par la pandémie de Covid-19, tout en poursuivant son travail auprès de l'organisation en tant que premier chef invité jusqu'en 2023.
Au mois de mars 2019, Scottish Ballet annonça sa nomination au poste de chef principal. Il y prend ses fonctions au mois de mai de cette même année. Il fait ses débuts au Festival international d'Édimbourg avec la compagnie en août 2019. Après avoir collaboré de près avec l'organisation pendant 8 ans, soit en tant que chef principal ou chef invité, il quitte ses fonctions en 2023. La qualité de son travail et son apport au développement artistique de cette compagnie est reconnue, particulièrement pour avoir rehaussé de manière significative le niveau de l'orchestre et pour son degré de précision lors de l'amalgame danse et musique lors des représentations.
En Europe, il a également dirigé le City of Birmingham Symphony Orchestra, le Manchester Camerata, l’Orchestre de la Tonhalle de Zürich, l’Orchestre de chambre de Genève, l’Orchestre Symphonique de Porto Casa da Musicà, l’Orchestre de Leipzig, le Red Note Ensemble et l’Orchestre de la Ville de Pärnu.
Il a travaillé avec plusieurs solistes de renommée internationale tel que Xavier de Maistre, André Laplante, Vilde Frang, Boris Giltburg, Nicola Benedetti, Jacques Zoon et Karen Cargill et a été le chef assistant de Valery Gergiev, Neeme Järvi, Sir Roger Norrington, Sir Andrew Davis, Peter Oundjian, Thomas Søndergård, Stéphane Denève et Alexander Lazarev.